# トーマス・モラン
トーマス・モラン(Thomas Moran、1837年2月12日 - 1926年8月25日）はアメリカ合衆国の画家である。アメリカ合衆国の風景を描いた「ハドソン・リバー派」の画家の一人である。アメリカ西部の風景を描いたため、トマス・ヒルやウィリアム・キースとともに「ロッキーマウンテン派」の画家とも呼ばれる。

## 略歴
イギリス、グレーター・マンチェスターのボルトンに生まれた。両親は職布職人で、兄に海洋画家となったエドワード・モラン(1829-1901)らがいる。家族は1844年にアメリカに移住し、メリーランドに住んだ。10代でフィラデルフィアの木版画出版社、Scattergood & Telferで働らき、余暇に水彩画を描いた。1850年代半ばには木版を製作するよりも原画を描くことが多くなった。地元の画家に教えを受けた。イギリスの画家、ウィリアム・ターナーの作品の載っていた書籍に出会い、影響を受けた。
1862年にはウィリアム・ターナーの作品を観るためにイギリスを訪れた。モランの作品にはさまざまな面でターナーの影響が見られることになった。モランの木版画は有名雑誌を含む、多くの出版物に使われるようになった。兄からエッチングなど木版以外の版画技法も学んだ。水彩画、油彩画も評価を得るようになった。多色版画の作品は好評で、多くの人々に購入された。
1865年にメアリー・ニモ（Mary Nimmo Moran:1842–1899)と結婚した。
1871年にアメリカ地理・地質調査局のフェルディナンド・ヴァンデヴィア・ヘイデンのイエローストーン地域への最初の探検調査隊に招かれ、約50人の探検隊員の一人に選ばれた。モランが選ばれたのはスポンサーの一人、フィラデルフィアの資本家、ジェイ・クックが「フィラデルフィアで最も才能のある画家」と推薦したことであった。モランは40日間に渡って、探検隊に同行し、30ヶ所の風景を描き、探検の進展や活動を報じた。モランのスケッチや同行した写真家のウィリアム・ヘンリー・ジャクソンの写真は人々の関心を引き、イエローストーンが1872年に最初の国立公園と指定されるのに貢献した。
その後もアメリカ各地の風景画を描いた。1884年にナショナル・アカデミー・オブ・デザインの会員に選ばれた。

## 作品
- コロラド川のグランド・キャニオン(1892)
- イエローストーンの峡谷
- グリーン川の断崖
- A Mountain of Loadstone
- The Golden Hour
- Grand Canyon with Rainbow